# Zanna Bianca - Un piccolo grande lupo
Zanna Bianca - Un piccolo grande lupo (White Fang) è un film della Walt Disney Pictures del 1991, diretto da Randal Kleiser. In questa versione, maggiormente fedele al romanzo di Jack London di altri film sullo stesso soggetto, manca tuttavia il personaggio di Weedon Scott, il padrone buono di Zanna Bianca, sostituito da Jack Conroy.

## Trama
Verso la fine del 1800, nelle foreste artiche dell'Alaska durante la caccia all'oro, una lupa ha da poco partorito un cucciolo. Nel frattempo Jack Conroy, un giovane e istruito cercatore d'oro, rimasto da poco orfano, sbarca da San Francisco a Skagway, in Alaska, per cercare una miniera lasciatagli in eredità dal defunto padre. Qui, dopo essere stato derubato da un certo Beauty Smith e dal suo amico Tinker, Jack si unisce ad altri due cercatori, Alex Larson e "Skunker", entrambi amici di suo padre, che accompagnano il ragazzo nel suo viaggio.
Attraversando una sperduta zona di foresta, i tre uomini e i loro cani da slitta vengono aggrediti da un branco di lupi affamati per il freddo e guidati proprio dalla lupa-madre del cucciolo, ora cresciuto. Durante la notte, in cui i tre umani non vedono i lupi da lontano per l'assenza dell'aurora boreale, la lupa, identificata da Skunker come mezza lupa e mezza cagna poiché non teme il fuoco, attira i cani lontano dal falò per farli mangiare dal branco di lupi. Skunker tenta di difendere i cani e spara sul branco colpendo la lupa, ma viene in seguito ucciso dagli altri lupi. Il mattino seguente, altri uomini arrivano, sparano e mettono in fuga il branco di lupi, salvando Jack ed Alex, che riprendono il viaggio in un'altra zona, mentre la lupa ferita la notte prima si trascina fino alla tana, dove muore.
Il suo cucciolo si allontana in cerca di cibo e finisce in una trappola; viene trovato da un pellerossa di nome Castoro Grigio, che lo battezza Zanna Bianca e lo addestra come cane da slitta. Alex e Jack, seppellito Dutch, tornano a Skagway per passare l'inverno con la moglie del primo, Belinda Casey. Nella successiva primavera, Alex si ferma al villaggio di Castoro Grigio in cerca dell'oro e Jack, seguendolo, fa amicizia con Zanna Bianca, ormai adulto in età canina, il quale lo salva pure dall'attacco di un orso. Jack inizia a restaurare la capanna e la miniera del padre, mentre Castoro Grigio, recatosi in città, viene truffato da Beauty Smith, che organizza combattimenti clandestini tra cani e si fa consegnare Zanna Bianca. Smith e Tinker si arricchiscono con le scommesse sfruttando Zanna Bianca che viene incattivito e vince tutte le lotte finché non viene sconfitto in una di queste ed è sul punto di finire ucciso dall'altro cane.
Passando da quelle parti, Jack interrompe il combattimento e salva il lupo portandolo nella sua capanna. Zanna Bianca, dopo alcuni mesi di dolcezza del ragazzo, poco per volta perde la sua aggressività ed anzi soccorre il suo padrone rimasto bloccato dal crollo della miniera. Jack ed Alex a seguito del crollo riescono a trovare l'oro, ma Smith viene a saperlo e tenta di derubarli aiutato da Tinker e da Luke; però, alla fine, con l'aiuto di Zanna Bianca, Jack cattura i tre delinquenti e li consegna alle giubbe rosse, facendoli arrestare. Tempo dopo, Jack dovrebbe tornare alla civiltà assieme ad Alex e Belinda, ma non volendo abbandonare il lupo (che aveva liberato a malincuore nella foresta) decide di restare con Zanna Bianca nella sua capanna con l'oro nel sottosuolo, in mezzo alla natura, ma vicina al paesino stesso, dove si trova anche un lavoro.

## Produzione
Il film è stato girato a Haines e a Skagway, in Alaska. La parte di Zanna Bianca è affidata a Jed, un incrocio tra un alaskan malamute ed un lupo, addestrato dal suo proprietario Clint Rowe. Debi Boulden, Jim Boulden e Lyn Caudle hanno seguito gli effetti speciali.

## Sequel
Il film ha avuto un sequel dal titolo La leggenda di Zanna Bianca, non ispirato al romanzo, ma somigliante a questo nel finale: Zanna Bianca diventa papà.